# Alkanna verecunda
Alkanna verecunda är en strävbladig växtart som beskrevs av Hub.-mor. Alkanna verecunda ingår i släktet Alkanna och familjen strävbladiga växter. Inga underarter finns listade i Catalogue of Life.